# Gran Premio di San Paolo 2024
Il Gran Premio di San Paolo 2024 è stata la ventunesima prova della stagione 2024 del campionato mondiale di Formula 1. La gara si è tenuta domenica 3 novembre sul circuito di Interlagos, a San Paolo del Brasile, ed è stata vinta dall'olandese Max Verstappen su Red Bull Racing-Honda RBPT, al sessantaduesimo successo in carriera; Verstappen ha preceduto all'arrivo i due piloti francesi dell'Alpine-Renault, Esteban Ocon e Pierre Gasly.
All'intero weekend di gara hanno assistito 291 717 spettatori, nuovo record per il Gran Premio di San Paolo sul circuito di Interlagos.  Il precedente primato apparteneva all'edizione del 2023, caratterizzata da una presenza di 267 000 spettatori nel fine settimana.

## Vigilia

### Aspetti tecnici
Per questo Gran Premio la Pirelli, fornitore unico degli pneumatici, offre la scelta tra gomme di mescola C3, C4 e C5, la tipologia di mescole più morbide che caratterizza l'intera gamma messa a disposizione dall'azienda fornitrice degli pneumatici per il campionato. La Pirelli stabilisce questa tipologia di pneumatici per la prima volta per questo Gran Premio. Essa viene stabilita per l'undicesima volta in stagione, e per la seconda gara consecutiva dopo il precedente Gran Premio di Città del Messico. Nelle tre precedenti edizioni la scelta della tipologia ricadde tra gomme di mescola C2, C3 e C4. Alla vigilia di questo appuntamento, la Pirelli stabilisce la tipologia degli ultimi tre Gran Premi della stagione (Las Vegas, Qatar e Abu Dhabi).
La Federazione conferma le due zone per l'utilizzo del Drag Reduction System stabilite nella prima edizione della corsa quando, con tale denominazione, il Gran Premio debuttò nel calendario del campionato mondiale di Formula 1. Sul circuito sede della gara, l'Autodromo José Carlos Pace, in passato tracciato ospitante di trentasette edizioni valide per il mondiale di Formula 1 del Gran Premio del Brasile, vengono fissate due zone per l'utilizzo del dispositivo mobile. La prima zona è fissata tra la curva 3 e la curva 4, con rilevazione del distacco fra piloti posto all'apice della curva 2. La seconda zona, il nuovo tratto aggiuntivo introdotto per l'edizione 2013 del Gran Premio del Brasile, è posta sul rettilineo principale, con detection point stabilito dopo la curva 13.
Rispetto all'edizione del 2023, il circuito è oggetto di modifiche. Tutto il tracciato e la pit lane sono stati completamente riasfaltati. I lavori sono stati ultimati recentemente e l'asfalto è stato poi pulito a fondo, utilizzando un sistema di lavaggio ad acqua ad alta pressione che rimuove la patina che solitamente appare sul bitume nuovo di zecca e che aumenta l'abrasività della superficie. Le erbe sintetiche alla curva 7 sia sul lato sinistro che su quello destro sono state sostituite con uno strato di cemento. Una nuova recinzione per detriti è stata installata tra la curva 13 e la curva 14 sul lato sinistro, mentre quella tra la curva 14 e la curva 1 è stata sostituita con una nuova. Il guard rail e la barriera di pneumatici alla curva 7 sul lato sinistro sono stati riallineati. Nuovi accessi per i veicoli sono stati installati nella via di fuga della curva 1, e alla curva 15 e sul rettilineo principale dei box sul lato destro.
La Federazione rende noto che al termine della gara del precedente Gran Premio di Città del Messico, tra le prime dieci vetture classificate è stata sorteggiata la McLaren di Lando Norris per le verifiche tecniche. Le ispezioni hanno riguardato i freni anteriori e posteriori, insieme ai condotti di raffreddamento, pinze, dischi e tutti i sensori collegati. Tutti gli elementi ispezionati sono risultati essere conformi al regolamento tecnico.
Nella notte del giovedì, la Mercedes utilizza uno dei tre coprifuochi concessi durante la stagione per effettuare le operazioni sulle proprie vetture. La scuderia tedesca non riceve sanzioni. Prima dell'inizio della sessione di prove libere, sulla vettura di Oscar Piastri viene installata la quinta trasmissione. Il pilota australiano della McLaren non è penalizzato sulla griglia di partenza in quanto il nuovo componente installato rientra tra quelli utilizzabili nel numero massimo stabilito dal regolamento tecnico. Sulla vettura di Max Verstappen viene installata la sesta unità relativa al motore a combustione interna e l'ottava unità relativa all'impianto di scarico. Il pilota olandese della Red Bull Racing è penalizzato di cinque posizioni sulla griglia di partenza in quanto il primo nuovo componente installato supera quelli utilizzabili nel numero massimo stabilito dal regolamento tecnico.

### Aspetti sportivi
Il Gran Premio rappresenta il ventunesimo appuntamento stagionale a distanza di una settimana dalla disputa del Gran Premio di Città del Messico, ventesima gara del campionato. Per la nona volta in stagione, il calendario prevede una prova a distanza di una settimana dall'altra. Dopo la tenuta della seconda prova consecutiva in America del Nord, il mondiale disputa un altro appuntamento in questo continente, il penultimo della stagione, ma nella parte meridionale, l'unica prova calendarizzata a disputarsi in America del Sud fra tutti gli appuntamenti del mondiale. Il Gran Premio è il settimo evento dopo la pausa estiva, la prima di due prove calanderizzate nel mese di novembre, nonché la nona gara della seconda parte di stagione. La corsa, la quale si è sempre disputata nel mese di novembre, chiude il secondo trittico di gare del campionato, posta dopo i precedenti Gran Premi degli Stati Uniti d'America e di Città del Messico. Il Gran Premio è seguito da una pausa di due settimane prima di un altro trittico di gare, il terzo e ultimo della stagione, che chiude il campionato raffigurante il record di ben ventiquattro appuntamenti. La disputa di tre Gran Premi per tre settimane consecutive avvenne, per la prima volta in assoluto nella storia della categoria, nel campionato 2018, in un'occasione, così come nel 2022 e 2023, e per tre volte ciascuno nel 2020 e 2021. Il mondiale disputa un appuntamento sulla tipologia di tracciato permanente per il terzo weekend di gara consecutivo. Il contratto per l'inserimento della gara nel calendario mondiale, sempre all'Autodromo José Carlos Pace, è stato rinnovato alla vigilia dell'edizione precedente fino alla stagione 2030. Il Gran Premio è sponsorizzato, per la prima volta, dalla multinazionale cinese Lenovo. A questa edizione assistono 291 717 spettatori nel corso del weekend di gara, il quale rappresenta il record assoluto per il Gran Premio. Il precedente primato apparteneva all'edizione del 2023, caratterizzata da una presenza di 267 000 spettatori nel fine settimana.
Presente nel calendario del campionato mondiale di Formula 1 fin dalla stagione 2021, il Gran Premio di San Paolo vede la disputa della sua quarta edizione. Dopo varie trattative iniziate nel 2020 e l'ipotesi di uno spostamento della sede del Gran Premio a Rio de Janeiro, gli organizzatori del Gran Premio del Brasile raggiunsero un accordo con Liberty Media che prevedeva che il Gran Premio fosse rinominato ufficialmente in Gran Premio di San Paolo in ossequio al maggiore coinvolgimento del governo locale, e che garantisse la sua presenza nel calendario del campionato mondiale fino alla stagione 2025. La denominazione del Gran Premio, nella lingua locale in portoghese Grande Prêmio de São Paulo, rappresentò la cinquantesima diversa denominazione utilizzata dalla Federazione per una gara. L'Autodromo José Carlos Pace, sede della gara, è già stato oggetto, su cinque diverse configurazioni, di trentasette edizioni valide per il campionato mondiale di Formula 1 del Gran Premio del Brasile, corse dal 1973 al 1977, nel 1979 e nel 1980, e dal 1990 al 2019. Fin dalla prima edizione di questa gara, la configurazione usata del tracciato è quella introdotta nel 1999. L'altra sede utilizzata per la disputa di un Gran Premio in Brasile è stato il circuito di Jacarepaguá, a Rio de Janeiro, il quale ha ospitato dieci Gran Premi, nel 1978, e dal 1981 al 1989. Il circuito di Interlagos è al settimo posto fra tutti quelli utilizzati nel calendario per maggior numero di edizioni disputate di un Gran Premio nella storia della categoria, con 40, oltre a essere il quarto più corto del mondiale, dietro al circuito di Monaco, sede del Gran Premio omonimo, all'Autodromo Hermanos Rodríguez, sede del Gran Premio di Città del Messico, e al circuito di Zandvoort, sede del Gran Premio d'Olanda. Il Brasile rientra tra diverse nazioni ad aver ospitato almeno due Gran Premi sul proprio territorio, oltre a quello omonimo, al decimo posto tra le nazioni per maggior numero di gare ospitate sul proprio territorio nella storia del mondiale, con 50.
Il Gran Premio di San Paolo viene scelto, per la quarta stagione consecutiva, come il quinto evento, su sei in programma per questo campionato, dove il weekend di gara è caratterizzato dal formato della Sprint, una gara di 100 km con scelta libera a livello di mescole di gomme e senza necessità di effettuare pit stop il cui risultato attribuisce punti validi per la classifica piloti e costruttori ai primi otto classificati. È l'unico evento ad essere selezionato per quattro stagioni consecutive oggetto della gara veloce, dopo il suo debutto nella stagione 2021 sotto la denominazione di Qualifica Sprint. La Federazione, Liberty Media e i team raggiungono un accordo per il numero dei Gran Premi dove utilizzare il formato della Sprint. Come nel 2023 il numero degli eventi è confermato a sei. I Gran Premi ad ospitare il formato della Sprint sono: il Gran Premio di Cina, Miami, Austria, Stati Uniti d'America, San Paolo e Qatar. Il sistema di punteggio da attribuire durante la Sprint, sempre valevole per le classifiche piloti e costruttori, è quello adottato dal 2022, comprendendo sempre i primi otto classificati, i quali nell'ordine ricevono 8, 7, 6, 5, 4, 3, 2 e 1 punto. La riunione della F1 Commission prima dell'inizio del campionato ha annunciato i cambiamenti riguardo al formato per i Gran Premi caratterizzati dalla disputa della Sprint, in particolare sulla programmazione delle sessioni. La mattina del venerdì rimane invariata, con la disputa dell'unica sessione di prove libere del weekend. Nel venerdì pomeriggio viene disputata la Qualifica Sprint, composta dalla Q1 di 12 minuti, Q2 di 10 e Q3 di 8, e che determina la griglia di partenza della Sprint, che quest'anno viene disputata il sabato mattina, contraddistinta da una distanza di gara di 24 giri per questo evento o massimo 60 minuti secondo regolamento. Le qualifiche per la gara domenicale vengono quindi spostate dal venerdì pomeriggio al tradizionale sabato pomeriggio, rendendole quindi uniformi con i weekend in cui non viene disputata la Sprint. La gara domenicale rimane invariata. Secondo il regolamento sportivo, la sessione di qualificazione alla Sprint viene ora chiamata Qualifica Sprint, in contrapposizione al nome Sprint Shootout utilizzato la stagione precedente. Il termine Qualifica Sprint era stato precedentemente utilizzato nella stagione 2021, nella quale debuttò la Sprint, per riferirsi alla gara breve stessa. L'altro cambiamento riguarda l'introduzione di un doppio parco chiuso, uno riguardante la Sprint ed uno riguardante la gara. Le monoposto entreranno in regime di parco chiuso all'inizio della prima fase della qualifica per la Sprint (SQ1), per uscirne alla partenza della gara breve. Torneranno poi in regime di parco chiuso all'inizio della Q1, per restarci, come di consueto, fino alla partenza della gara.
Il pilota olandese campione del mondo della Red Bull Racing, Max Verstappen, e i due britannici della Mercedes, Lewis Hamilton e George Russell, sono i più vincenti nel Gran Premio di San Paolo, con una vittoria a testa. Verstappen condivide una pole position con il pilota finlandese della Sauber, Valtteri Bottas, e il tedesco della Haas, Nico Hülkenberg, e due podi con Hamilton. Russell condivide un giro più veloce con il connazionale Lando Norris della McLaren e l'altro pilota della Red Bull Racing, il messicano Sergio Pérez. La Mercedes è in testa con due successi e quattro podi, condivide una pole position con la Haas e la Red Bull Racing, e un giro più veloce con il team austriaco e la McLaren. All'Autodromo José Carlos Pace Michael Schumacher detiene il maggior numero di successi (4), di giri più veloci (5) e di podi (10). Dei piloti partecipanti al campionato, Hamilton detiene tre successi, seguito da Verstappen con due e Russell con uno. Hamilton ha ottenuto più pole position (3), insieme a Ayrton Senna, Mika Häkkinen, Felipe Massa e Rubens Barrichello, e di giri più veloci (4). Il pilota spagnolo dell'Aston Martin, Fernando Alonso, ha in bacheca il maggior numero di podi (9). La Ferrari ha il maggior numero di vittorie (9) e di podi (28), mentre la McLaren di pole position e di giri più veloci (9). Delle quaranta edizioni disputate sulla pista brasiliana, la corsa è stata vinta per diciotto volte dalla pole position (45%). La posizione più indietro dal quale è stata vinta la corsa in griglia di partenza è stata la decima. Il Gran Premio ha assegnato il titolo piloti per sei volte e quello costruttori per cinque. L'edizione 2019 del Gran Premio del Brasile corso su questa pista rappresentò l'età media più bassa della storia del mondiale per i primi tre classificati, Verstappen, il francese dell'Alpine, Pierre Gasly, e lo spagnolo della Ferrari, Carlos Sainz Jr., con quest'ultimi due che ottennero il primo podio in carriera. Nell'edizione 2021 Bottas segnò la ventesima pole position in carriera, in quella del 2022 Russell il primo successo in carriera, la Mercedes il centesimo giro più veloce, e la Haas e il pilota danese Kevin Magnussen la prima pole position. Il motorista Renault prese parte al settecentesimo Gran Premio. La McLaren ottenne il centesimo successo della propria storia su questo circuito nell'edizione 1993 del Gran Premio del Brasile con Ayrton Senna.
Il pilota francese dell'Alpine, Pierre Gasly, disputa la centocinquantesima partenza in un Gran Premio di Formula 1. L'argentino Franco Colapinto della Williams e il neozelandese Liam Lawson della RB, che hanno preso il posto rispettivamente di Logan Sargeant a partire dal Gran Premio d'Italia e di Daniel Ricciardo dal Gran Premio degli Stati Uniti d'America, corrono per la prima volta all'Autodromo José Carlos Pace. La Williams partecipa al Gran Premio con una speciale livrea per celebrare la partnership con Mercado Libre. Essa è già stata utilizzata anche nel precedente Gran Premio di Città del Messico. Honda e Renault raggiungono un accordo con la Federazione in merito alle violazioni procedurali del budget cap di cui erano state accusate per la stagione 2023. Honda è stata multata per 600 000 dollari, mentre la Renault è stata condannata a pagarne 400 000. Entrambi i motoristi hanno 30 giorni di tempo per pagare le sanzioni. La Sauber annuncia Inaki Rueda quale nuovo direttore sportivo a partire dal 2025, che in Ferrari ha ricoperto fino alla fine della stagione 2022 il ruolo di responsabile delle strategie. Giampaolo Dallara sarà invece il nuovo responsabile degli ingegneri.
Prima dell'inizio della sessione di prove libere, la Haas comunica che il britannico di riserva della Ferrari e della scuderia statunitense, oltre che di Formula 2 per il team Prema Racing, Oliver Bearman, prende il posto del titolare Kevin Magnussen fin quando il danese è in perfette condizioni per gareggiare, con il numero 50. Egli corre per la prima volta all'Autodromo José Carlos Pace. Dopo la disputa della Qualifica Sprint, la Haas comunica che Bearman prende parte a tutto il resto del weekend di gara. Bearman ha già corso in stagione, debuttando in un Gran Premio di Formula 1, in quello d'Arabia Saudita con il numero 38, alla Ferrari al posto dello spagnolo Carlos Sainz Jr., in quanto a quest'ultimo era stata diagnosticata un'appendicite. Egli è stato anche schierato nel corso della prima sessione di prove libere del Gran Premio dell'Emilia-Romagna alla Haas, al posto di Magnussen, nel Gran Premio di Spagna, al posto del tedesco Nico Hülkenberg, nel Gran Premio di Gran Bretagna, al posto di Magnussen, nel Gran Premio d'Ungheria, al posto di Hülkenberg, e nel precedente Gran Premio di Città del Messico alla Ferrari, al posto del monegasco Charles Leclerc, con il numero 38. Inoltre, ha corso nel Gran Premio d'Azerbaigian al posto di Magnussen, quest'ultimo escluso per i dodici punti accumulati sulla superlicenza nel periodo di dodici mesi.
L'ex pilota di Formula 1 Johnny Herbert è nominato commissario aggiunto. Il britannico ha svolto in passato, in diverse occasioni, tale funzione, l'ultima nel precedente Gran Premio di Città del Messico. Herbert fu nominato commissario aggiunto all'Autodromo José Carlos Pace nell'edizione 2010 del Gran Premio del Brasile. È la casa automobilistica britannica Aston Martin a fornire la safety car e la medical car, per l'ultima volta fornitrice delle vetture nel precedente Gran Premio di Città del Messico.

## Prove

### Resoconto
Norris è il più rapido della sola sessione di prove libere. Il tempo del britannico, ottenuto negli ultimi istanti di sessione, è di un secondo più rapido, dell'analoga sessione del 2023. Alle sue spalle si sono classificati due suoi connazionali: George Russell e Oliver Bearman, che ha sostituito Kevin Magnussen alla Haas, non in perfette condizioni per gareggiare. Verstappen, quindicesimo, ha preferito concentrare il suo lavoro per la gara, non completando, di fatto, un vero giro veloce, dopo aver colto interessanti parziali nei primi due settori. Anche la Ferrari ha utilizzato la sessione per cercare il miglior set up per il Gran Premio.
Al termine della sessione, Pierre Gasly viene convocato dai commissari sportivi per la non partecipazione alla riunione dei piloti secondo l'orario previsto. Il pilota francese dell'Alpine non riceve sanzioni. Charles Leclerc viene convocato per il linguaggio utilizzato nella conferenza stampa al termine del precedente Gran Premio di Città del Messico. Il pilota monegasco della Ferrari viene sanzionato di 10 000 euro da parte della Federazione, di cui 5 000 euro sospesi a condizione che non si verifichino ulteriori violazioni di natura simile entro i successivi dodici mesi.

### Risultati
Nella sessione di prove libere si è avuta questa situazione:
| Pos | Nº | Pilota         | Costruttore      | Tempo    | Gap    | Giri |
| --- | -- | -------------- | ---------------- | -------- | ------ | ---- |
| 1   | 4  | Lando Norris   | McLaren-Mercedes | 1'10"610 |        | 29   |
| 2   | 63 | George Russell | Mercedes         | 1'10"791 | +0"181 | 24   |
| 3   | 50 | Oliver Bearman | Haas-Ferrari     | 1'10"805 | +0"195 | 30   |

## Qualifica Sprint

### Resoconto
La prima fase è dedicata all'utilizzo di gomme medie. Subito Charles Leclerc registra un tempo di 1'11"654, mentre Sainz Jr. resta a sei decimi dal compagno di scuderia. Gasly batte Leclerc, a sua volta battuto dall'altro pilota dell'Alpine, Ocon (1'11"520). In vetta si alternano, in seguito, grazie a una pista in miglioramento, Pérez, Albon, e poi Russell (1'10"870). Tocca a Lando Norris portare il limite in 1'10"672, ma anche questo primato dura poco, tanto che Liam Lawson lo batte, con 1'10"576. Meglio del pilota della RB fa Oscar Piastri (1'10"265). Verstappen, invece, non va oltre il quarto tempo. Con il rischio della pioggia, rientrano presto in pista le due Ferrari: Leclerc rimonta secondo, Sainz Jr. quarto. Verstappen scala secondo, prima di essere battuto da Sergio Pérez. In seguito entrambe le Red Bull Racing vengono superate ancora da Leclerc. Bearman coglie il quinto tempo, subito davanti a Nico Hülkenberg. Al termine della sessione Norris segna il miglior tempo assoluto: 1'09"477. Albon sale terzo, mentre Colapinto nono. Vengono eliminati Alonso, Ocon, Tsunoda, Stroll e Zhou.
In SQ2 i piloti sono ancora tenuti all'uso di pneumatici medi. Russell segna 1'09"683, lontano dall'1'09"063 di Norris. Il tempo di Russell è battuto anche da Carlos Sainz Jr., ma non da Leclerc. In seguito è il turno di Piastri a scalare terzo. Verstappen, che si lamenta del comportamento della sua monoposto, è secondo. Pérez è ottavo, poi battuto da Alexander Albon. Hülkenberg prende il nono tempo, prima che Bearman rimonti quinto. Russell non va oltre il sesto tempo, mentre Lawson è nono. Gasly riprende l'ottavo tempo, mentre Pérez viene richiamato ai box, non avendo opportunità di passaggio del turno, essendo troppo lento. Torna secondo Piastri, Leclerc è terzo, mentre Hamilton non va oltre l'undicesimo tempo. Oltre all'ex campione del mondo non accedono alla fase finale Hülkenberg, Pérez, Colapinto e Bottas.
La terza fase impone l'uso di gomme soft. Norris, Piastri e Albon entrano subito in pista, per evitare l'arrivo della pioggia. L'australiano coglie 1'09"225, battuto da Norris, in 1'08"928; Albon è terzo: 1'10"078. Poco dopo tutti i piloti ritornano a cercare un tempo, salvo Albon. Gasly sale terzo, davanti a Bearman. Lawson s'intercala fra i due. Il tempo di Bearman viene, in seguito, annullato per non rispetto dei limiti di pista, alla curva 2. Sainz Jr. sale al terzo posto, mentre Leclerc batte Piastri, ma non Norris. All'arrivo delle McLaren la graduatoria cambia: Piastri si pone in vetta, mentre Norris non chiude il suo giro. Verstappen non va oltre il quarto tempo, e Russell si ferma al sesto posto.
Oscar Piastri conquista la seconda pole position valevole per la Sprint in carriera dopo quella del Gran Premio del Qatar 2023. L'australiano della McLaren eguaglia il numero delle partenze al palo nella gara rapida del compagno di squadra Norris, su diciassette sessioni fin qui disputate, dopo l'introduzione nella stagione 2021. Piastri interrompe una striscia di tre pole position consecutive in questa sessione di Verstappen ed è il quarto pilota differente in pole position nella gara rapida su altrettante Qualifiche Sprint disputate nel Gran Premio di San Paolo. Per la scuderia di Woking è la quarta pole position nella Qualifica Sprint, la seconda consecutiva in questo appuntamento, e la seconda doppietta in questa sessione dopo quella del Gran Premio del Qatar 2023. Con la quarta posizione, Verstappen eguaglia il peggior risultato in Qualifica Sprint di quella ottenuta nel Gran Premio di Cina. Sainz Jr. si è sempre qualificato quinto in tutte le cinque Qualifiche Sprint del campionato finora disputate.
Sono stati cancellati due tempi dai commissari sportivi ai piloti per non aver rispettato i limiti della pista, durante la Qualifica Sprint. Si sono visti cancellare il tempo Franco Colapinto (alla curva 4) e Oliver Bearman (alla curva 2). George Russell, Oscar Piastri, Bearman, Lance Stroll, Fernando Alonso, Charles Leclerc, Carlos Sainz Jr. e Liam Lawson non ricevono sanzioni da parte dei commissari sportivi, per non aver rispettato le istruzioni stabilite dalla direzione gara. Tutti i piloti hanno superato il tempo limite di un minuto e undici secondi valevole tra la seconda linea della safety car e la prima di essa. Stroll e Sainz Jr. per due volte, nel corso del quarto e quinto giro in SQ1 per il canadese, e nel corso del quarto giro in SQ1 e nel corso del sedicesimo in SQ3 per lo spagnolo. Russell nel corso del settimo giro in SQ1, Piastri, Bearman e Alonso nel corso del quinto, Leclerc nel corso dell'ottavo, sempre nella stessa fase, e Lawson nel corso del dodicesimo in SQ3.
La riunione dei piloti, prevista un'ora e mezza dopo la disputa della Qualifica Sprint, viene cancellata.

### Risultati
Nella sessione della Qualifica Sprint si è avuta questa situazione:
| Pos                         | Nº | Pilota           | Costruttore                  | SQ1      | SQ2      | SQ3         | Griglia |
| --------------------------- | -- | ---------------- | ---------------------------- | -------- | -------- | ----------- | ------- |
| 1                           | 81 | Oscar Piastri    | McLaren-Mercedes             | 1'10"265 | 1'09"239 | 1'08"899    | 1       |
| 2                           | 4  | Lando Norris     | McLaren-Mercedes             | 1'09"477 | 1'09"063 | 1'08"928    | 2       |
| 3                           | 16 | Charles Leclerc  | Ferrari                      | 1'10"388 | 1'09"248 | 1'09"153    | 3       |
| 4                           | 1  | Max Verstappen   | Red Bull Racing-Honda RBPT   | 1'10"409 | 1'09"489 | 1'09"219    | 4       |
| 5                           | 55 | Carlos Sainz Jr. | Ferrari                      | 1'10"503 | 1'09"500 | 1'09"257    | 5       |
| 6                           | 63 | George Russell   | Mercedes                     | 1'10"479 | 1'09"683 | 1'09"443    | 6       |
| 7                           | 10 | Pierre Gasly     | Alpine-Renault               | 1'10"630 | 1'09"610 | 1'09"622    | 7       |
| 8                           | 30 | Liam Lawson      | RB-Honda RBPT                | 1'10"576 | 1'09"827 | 1'09"941    | 8       |
| 9                           | 23 | Alexander Albon  | Williams-Mercedes            | 1'10"366 | 1'09"844 | 1'10"078    | 9       |
| 10                          | 50 | Oliver Bearman   | Haas-Ferrari                 | 1'10"442 | 1'09"629 | senza tempo | 10      |
| 11                          | 44 | Lewis Hamilton   | Mercedes                     | 1'10"625 | 1'09"941 | N.D.        | 11      |
| 12                          | 27 | Nico Hülkenberg  | Haas-Ferrari                 | 1'10"466 | 1'09"964 | N.D.        | 12      |
| 13                          | 11 | Sergio Pérez     | Red Bull Racing-Honda RBPT   | 1'10"392 | 1'10"024 | N.D.        | 13      |
| 14                          | 43 | Franco Colapinto | Williams-Mercedes            | 1'10"470 | 1'10"275 | N.D.        | 14      |
| 15                          | 77 | Valtteri Bottas  | Kick Sauber-Ferrari          | 1'10"861 | 1'10"595 | N.D.        | 15      |
| 16                          | 14 | Fernando Alonso  | Aston Martin Aramco-Mercedes | 1'10"978 | N.D.     | N.D.        | PL      |
| 17                          | 31 | Esteban Ocon     | Alpine-Renault               | 1'11"052 | N.D.     | N.D.        | 16      |
| 18                          | 22 | Yuki Tsunoda     | RB-Honda RBPT                | 1'11"121 | N.D.     | N.D.        | 17      |
| 19                          | 18 | Lance Stroll     | Aston Martin Aramco-Mercedes | 1'11"280 | N.D.     | N.D.        | PL      |
| 20                          | 24 | Zhou Guanyu      | Kick Sauber-Ferrari          | 1'12"978 | N.D.     | N.D.        | PL      |
| Tempo limite 107%: 1'14"340 |    |                  |                              |          |          |             |         |

In grassetto sono indicate le migliori prestazioni in SQ1, SQ2 e SQ3.

## Sprint

### Resoconto
Lance Stroll, Fernando Alonso e Zhou Guanyu, qualificatisi rispettivamente in diciannovesima, sedicesima e ventesima posizione, sono costretti a partire dalla pit lane in quanto le loro vetture sono state modificate sotto il regime di parco chiuso.
Piastri parte bene, mantenendo la testa. Verstappen cerca di passare Leclerc, ma senza successo. Nei primi giri, invece, il monegasco si avvicina al duo della McLaren. Le due vetture inglesi, dal canto loro, fanno gioco di squadra, con Piastri che concede l'uso del DRS a Lando Norris. Al tredicesimo giro un errore di Charles Leclerc consente a Verstappen di avvicinarsi. Davanti Norris chiede alla sua scuderia se Piastri può cedergli la posizione, in ottica del campionato. Solo al diciottesimo giro Max Verstappen passa Leclerc. Al ventunesimo giro Nico Hülkenberg si ferma a bordo pista, per un guasto. Per anticipare l'entrata in pista della vettura di sicurezza, che renderebbe impossibile lo scambio delle posizioni, la McLaren consente a Norris di passare al comando. Infatti, poco dopo, la direzione di gara impone la virtual safety car. Alla ripartenza Verstappen tenta un attacco su Oscar Piastri, rimanendo però terzo.
Lando Norris vince la prima Sprint in carriera dopo l'introduzione della gara breve nella stagione 2021, su diciassette gare veloci fin qui corse nella storia del mondiale. Il pilota della McLaren è il sesto vincitore differente nella gara veloce, il secondo britannico dopo Russell, e il quarto pilota differente vittorioso nella gara rapida su altrettante Sprint disputate nel Gran Premio di San Paolo. Norris interrompe una striscia di sei vittorie consecutive in questa sessione di Verstappen ed è il primo pilota diverso dall'olandese a vincere questa gara in stagione dopo che le precedenti quattro Sprint del campionato sono state tutte vinte dal pilota della Red Bull Racing. Per la McLaren è la prima doppietta nella gara rapida e il secondo successo nella Sprint dopo la vittoria in quella del Gran Premio del Qatar 2023 con Piastri.
Sono stati cancellati due tempi dai commissari sportivi ai piloti per non aver rispettato i limiti della pista, durante la Sprint. Si sono visti cancellare il tempo George Russell (alla curva 2) e Oliver Bearman (alla curva 4). Al termine della Sprint, Max Verstappen viene convocato dai commissari sportivi per il mancato rispetto del tempo minimo sotto il regime di virtual safety car. Il pilota olandese della Red Bull Racing viene penalizzato di cinque secondi sul tempo della Sprint e di un punto sulla superlicenza. Verstappen, terzo all'arrivo, scala di una posizione.

### Risultati
Nella sessione della Sprint si è avuta questa situazione:
| Pos | Nº | Pilota           | Costruttore                  | Giri | Tempo/Ritiro | Griglia | Punti |
| --- | -- | ---------------- | ---------------------------- | ---- | ------------ | ------- | ----- |
| 1   | 4  | Lando Norris     | McLaren-Mercedes             | 24   | 29'46"045    | 2       | 8     |
| 2   | 81 | Oscar Piastri    | McLaren-Mercedes             | 24   | +0"593       | 1       | 7     |
| 3   | 16 | Charles Leclerc  | Ferrari                      | 24   | +5"656       | 3       | 6     |
| 4   | 1  | Max Verstappen   | Red Bull Racing-Honda RBPT   | 24   | +6"497       | 4       | 5     |
| 5   | 55 | Carlos Sainz Jr. | Ferrari                      | 24   | +7"224       | 5       | 4     |
| 6   | 63 | George Russell   | Mercedes                     | 24   | +12"475      | 6       | 3     |
| 7   | 10 | Pierre Gasly     | Alpine-Renault               | 24   | +18"161      | 7       | 2     |
| 8   | 11 | Sergio Pérez     | Red Bull Racing-Honda RBPT   | 24   | +18"717      | 13      | 1     |
| 9   | 30 | Liam Lawson      | RB-Honda RBPT                | 24   | +20"773      | 8       |       |
| 10  | 23 | Alexander Albon  | Williams-Mercedes            | 24   | +24"606      | 9       |       |
| 11  | 44 | Lewis Hamilton   | Mercedes                     | 24   | +29"764      | 11      |       |
| 12  | 43 | Franco Colapinto | Williams-Mercedes            | 24   | +33"233      | 14      |       |
| 13  | 31 | Esteban Ocon     | Alpine-Renault               | 24   | +34"128      | 16      |       |
| 14  | 50 | Oliver Bearman   | Haas-Ferrari                 | 24   | +35"507      | 10      |       |
| 15  | 22 | Yuki Tsunoda     | RB-Honda RBPT                | 24   | +41"374      | 17      |       |
| 16  | 77 | Valtteri Bottas  | Kick Sauber-Ferrari          | 24   | +43"231      | 15      |       |
| 17  | 24 | Zhou Guanyu      | Kick Sauber-Ferrari          | 24   | +54"139      | PL      |       |
| 18  | 14 | Fernando Alonso  | Aston Martin Aramco-Mercedes | 24   | +56"537      | PL      |       |
| 19  | 18 | Lance Stroll     | Aston Martin Aramco-Mercedes | 24   | +57"983      | PL      |       |
| Rit | 27 | Nico Hülkenberg  | Haas-Ferrari                 | 19   | Scarico      | 12      |       |

## Qualifiche

### Resoconto
Prima dell'inizio delle qualifiche la direzione gara comunica a tutte le squadre che è consentito chiudere i rispettivi garage a causa delle avverse condizioni meteorologiche. Per via delle persistenti precipitazioni e della mancanza della visibilità, la sessione di qualifica viene posticipata al mattino del giorno seguente, alle ore 7:30 locali.
La pista, già all'inizio della sessione, si presenta umida, tanto che i piloti usano gomme full wet. Inoltre, il possibile arrivo di un ulteriore rovescio, spinge tutti a scendere in pista molto presto. Dopo Alexander Albon, va in testa Lando Norris, battuto, a sua volta, da Esteban Ocon (1'30"096). La sessione si presenta critica, molti piloti commettono errori, costringendo i commissari a esporre le bandiere gialle, molto frequentemente. Alonso sale secondo, precedendo Verstappen; in seguito Yuki Tsunoda, poi Pérez s'inseriscono fra i due. Sainz Jr. è capace di battere il tempo del campione del mondo. Meglio fa ancora Ocon (1'29"916); la pista migliora, tanto che Bottas è il primo pilota ad azzardare le gomme per il bagnato intermedio. Il tempo del finlandese viene annullato, per un'uscita oltre i limiti di pista. Anche Stroll esce di pista, rischiando di finire nella ghiaia. Sergio Pérez sale in seconda posizione, prima che Tsunoda, con 1'29"172, prenda la vetta. Subito dopo che Leclerc ha colto il secondo tempo, la sessione viene interrotta per un incidente di Franco Colapinto. Al momento della ripresa della valenza agonistica, la pioggia è più intensa, e l'idea dell'utilizzo delle gomme intermedie viene accantonato.  Norris si migliora, ma non va oltre l'undicesimo tempo; il suo tempo viene cancellato per il mancato rispetto dei limiti di pista. Gasly è nono, mentre Piastri è quinto, davanti alle due Aston Martin. Risale settimo Albon, mentre Lewis Hamilton rimane in zona pericolosa per l'eliminazione. Russell commette un errore, e rientra in pista sfiorando l'incidente con Albon. Nel giro seguente il britannico sale secondo. Verstappen rimonta al quinto posto, ma il suo crono viene annullato per i limiti della pista, tanto da ritornare dodicesimo. Hülkenberg è autore di un testacoda. Hamilton migliora al quattordicesimo posto, spingendo Norris fuori dalla zona di qualificazione. In testa sale Albon, davanti a Russell. Norris strappa il quattordicesimo tempo, scende quindicesimo dopo l'arrivo di Lawson, ma si qualifica. Al termine della sessione risulta il più rapido Verstappen. Non passano il turno Hamilton, Bearman, Colapinto, Hülkenberg e Zhou.
In Q2 Piastri utilizza, il solo, gomme intermedie, anche per dare indicazioni a Norris. Sainz Jr. chiude il giro in 1'29"406, battuto da Leclerc. Russell s'intercala fra le due Ferrari. Stroll è capace di battere lo spagnolo, a sua volta preceduto da Valtteri Bottas (1'29"055). Alonso chiude sotto il minuto e 29, prima che Pérez scenda in 1'28"158. Verstappen, con 1'27"771, fa anche meglio, indicando che presto la pista potrà essere affrontata con gomme da bagnato non estremo. Il miglioramento della pista consente a Piastri di chiudere il giro prima in 1'27"141, poi in 1'25"179. Liam Lawson sale terzo, ma Russell fa meglio, col secondo tempo. A causa di un incidente di Sainz Jr., alla curva 2, la sessione viene di nuovo interrotta, quando mancano meno di sei minuti al suo termine. La monoposto, finita contro le barriere, è danneggiata nella parte posteriore. Prima dell'interruzione Stroll era riuscito a strappare il terzo crono, mentre Norris era solo undicesimo. Alla ripresa delle ostilità la pioggia ritorna sulla pista, e i meteorologi annunciano un aumento delle precipitazioni. Norris prende la pista per primo, cogliendo il terzo tempo. Tsunoda si piazza quarto, davanti ad Albon. Sale in vetta Alonso, mentre Bottas si piazza sesto. Entrano nelle prime posizioni anche Lance Stroll e Ocon. Norris porta il limite a 1'24"844, prima che la sessione sia di nuovo interrotta, con bandiera rossa, per un incidente di Stroll, alla curva 3. Questo, di fatto, conclude la sessione. Verstappen è solo dodicesimo, e non entra nella fase finale, oltre a essere già penalizzato. Oltre al pilota della Red Bull Racing, non accedono alla Q3 Bottas, Pérez, Sainz Jr. e Gasly.
Nella terza fase il primo a prendere la pista è Esteban Ocon; il tempo del pilota dell'Alpine è battuto da Piastri (1'26"099) a sua volta migliorato da Norris (1'25"631). Salgono al secondo posto prima Tsunoda, poi Leclerc, infine Russell. Ocon, con 1'25"085, passa in vetta. Si alternano al comando, rapidamente, Piastri, Albon e di nuovo Norris (1'24"158). Anche in questa fase la qualifica viene interrotta: Fernando Alonso è vittima di un incidente alla penultima curva. Il regolamento prevede di lasciare almeno quattro ore tra le prove e la gara, ma la Federazione conferma che, visto lo spostamento degli orari, vi è una deroga, per il weekend. Russell è autore di errori di guida, nel suo primo giro lanciato. Tsunoda, anche lui, è autore di un errore, che finisce per penalizzare il compagno di team Lawson. Poco dopo è il turno di Albon di essere autore di un incidente, costringendo, per l'ennesima volta, l'esposizione della bandiera rossa. La sua Williams è distrutta, ma il pilota è incolume, anche se con un dolore al polso. In questo caso il primo pilota a uscire in pista, dopo la ripresa della competizione, è Ocon, che però resta quarto. Norris porta il suo tempo a 1'24"092. Piastri, dal suo canto, non migliora, e rischia anche di uscire dal tracciato. Lawson prima e Tsunoda poi salgono secondi. Ocon torna terzo, mentre Norris abbassa ancora il miglior tempo; cosa che che non fa Piastri, che resta ottavo. Russel sale in prima fila, alle spalle di Norris.
Lando Norris conquista l'ottava pole position in carriera, la prima dopo quella ottenuta nel Gran Premio degli Stati Uniti d'America, e la settima del campionato. Per la McLaren è la centosessantatreesima partenza in prima posizione della storia, la settima della stagione, la prima dopo quella sul circuito delle Americhe proprio con Norris, nonché la prima nel Gran Premio di San Paolo, e la decima generale all'Autódromo José Carlos Pace, la prima dopo quella dell'edizione 2012 del Gran Premio del Brasile con Hamilton. 
Norris, alla quattordicesima prima fila in carriera, è il quarto pilota differente su altrettante edizioni disputate della gara in pole position, il venticinquesimo diverso all'Autódromo José Carlos Pace, il primo britannico da Hamilton nell'edizione 2018 del Gran Premio del Brasile, e il primo alla guida della McLaren sempre da Hamilton nell'edizione 2012 della stessa gara. Norris ottiene l'ottava pole position in altrettanti Gran Premi e circuiti differenti. La McLaren è il quarto costruttore diverso in pole position nel Gran Premio di San Paolo su quattro edizioni disputate ed estende il proprio record personale quale team con il maggior numero di partenze al palo sulla pista brasiliana (10). È la duecentotrentesima pole position per una vettura motorizzata Mercedes. 
Norris e Russell condividono la prima fila per la prima volta. Le prime due posizioni sono occupate da due piloti britannici, e le prime due file sono caratterizzate da quattro costruttori diversi. Per Tsunoda e la RB la terza posizione è il miglior risultato di sempre in qualifica. La scuderia di Faenza ottiene solamente la seconda qualificazione nei primi tre nelle ultime sedici stagioni. La sessione è stata oggetto di cinque bandiere rosse per vari incidenti, eguagliando il primato della storia del mondiale del Gran Premio dell'Emilia-Romagna 2022. È stata la prima sessione di qualifica a disputarsi di domenica prima della gara dal Gran Premio del Giappone 2019, e la quarta a partire dal 2004. L'orario di inizio sessione è quello più anticipato di sempre per le prove ufficiali.
Sono stati cancellati 25 tempi dai commissari sportivi ai piloti per non aver rispettato i limiti della pista, durante le qualifiche. Si sono visti cancellare il tempo quattro volte Alexander Albon (tre volte alla curva 2 e una volta alla curva 4), tre volte Yuki Tsunoda (una volta alla curva 2 e due volte alla curva 4) e George Russell (due volte alla curva 2 e una volta alla curva 4), due volte Lance Stroll (una volta alla curva 12 e una volta alla curva 4), Lewis Hamilton e Oscar Piastri (una volta alla curva 2 e una volta alla curva 4), una volta Lando Norris e Fernando Alonso (alla curva 2), Charles Leclerc e Valtteri Bottas (alla curva 4), Carlos Sainz Jr. (alla curva 2), Nico Hülkenberg (alla curva 12), Esteban Ocon, Pierre Gasly e Sergio Pérez (alla curva 4). Dieci tempi vengono cancellati per l'esposizione delle doppie bandiere gialle. Si sono visti cancellare il tempo due volte Liam Lawson (una volta alla curva 12 e una volta alla curva 10), Zhou Guanyu, Bottas, Albon, Hamilton e Hülkenberg (alla curva 12), Oliver Bearman (alla curva 13), Max Verstappen e Norris (alla curva 12).

### Risultati
Nella sessione di qualifica si è avuta questa situazione:
| Pos                         | Nº | Pilota           | Costruttore                  | Q1       | Q2       | Q3          | Griglia |
| --------------------------- | -- | ---------------- | ---------------------------- | -------- | -------- | ----------- | ------- |
| 1                           | 4  | Lando Norris     | McLaren-Mercedes             | 1'30"944 | 1'24"844 | 1'23"405    | 1       |
| 2                           | 63 | George Russell   | Mercedes                     | 1'29"121 | 1'26"307 | 1'23"578    | 2       |
| 3                           | 22 | Yuki Tsunoda     | RB-Honda RBPT                | 1'29"172 | 1'26"464 | 1'24"111    | 3       |
| 4                           | 31 | Esteban Ocon     | Alpine-Renault               | 1'29"171 | 1'26"206 | 1'24"475    | 4       |
| 5                           | 30 | Liam Lawson      | RB-Honda RBPT                | 1'30"758 | 1'25"654 | 1'24"484    | 5       |
| 6                           | 16 | Charles Leclerc  | Ferrari                      | 1'29"839 | 1'26"097 | 1'24"525    | 6       |
| 7                           | 23 | Alexander Albon  | Williams-Mercedes            | 1'29"072 | 1'25"889 | 1'24"657    | 7       |
| 8                           | 81 | Oscar Piastri    | McLaren-Mercedes             | 1'30"114 | 1'25"179 | 1'24"686    | 8       |
| 9                           | 14 | Fernando Alonso  | Aston Martin Aramco-Mercedes | 1'30"207 | 1'25"035 | 1'28"998    | 9       |
| 10                          | 18 | Lance Stroll     | Aston Martin Aramco-Mercedes | 1'30"580 | 1'26"334 | senza tempo | 10      |
| 11                          | 77 | Valtteri Bottas  | Kick Sauber-Ferrari          | 1'30"633 | 1'26"472 | N.D.        | 11      |
| 12                          | 1  | Max Verstappen   | Red Bull Racing-Honda RBPT   | 1'28"522 | 1'27"771 | N.D.        | 17      |
| 13                          | 11 | Sergio Pérez     | Red Bull Racing-Honda RBPT   | 1'30"035 | 1'28"158 | N.D.        | 12      |
| 14                          | 55 | Carlos Sainz Jr. | Ferrari                      | 1'30"303 | 1'29"406 | N.D.        | PL      |
| 15                          | 10 | Pierre Gasly     | Alpine-Renault               | 1'29"420 | 1'29"614 | N.D.        | 13      |
| 16                          | 44 | Lewis Hamilton   | Mercedes                     | 1'31"150 | N.D.     | N.D.        | 14      |
| 17                          | 50 | Oliver Bearman   | Haas-Ferrari                 | 1'31"229 | N.D.     | N.D.        | 15      |
| 18                          | 43 | Franco Colapinto | Williams-Mercedes            | 1'31"270 | N.D.     | N.D.        | 16      |
| 19                          | 27 | Nico Hülkenberg  | Haas-Ferrari                 | 1'31"623 | N.D.     | N.D.        | 18      |
| 20                          | 24 | Zhou Guanyu      | Kick Sauber-Ferrari          | 1'32"263 | N.D.     | N.D.        | 19      |
| Tempo limite 107%: 1'34"718 |    |                  |                              |          |          |             |         |

In grassetto sono indicate le migliori prestazioni in Q1, Q2 e Q3.

## Gara

### Resoconto
La partenza del Gran Premio, prevista alle 14:00 ora locali, viene spostata alle 12:30 per via delle non ottimali condizioni meteorologiche.
Prima della gara, sulla vettura di Carlos Sainz Jr. viene installata la quinta unità relativa al motore a combustione interna, al turbocompressore, all'MGU-H e all'MGU-K, la terza unità relativa al sistema di recupero dell'energia e all'unità di controllo elettronico, la settima unità relativa all'impianto di scarico, e la sesta scatola del cambio e la sesta trasmissione. Il pilota della Ferrari, qualificatosi in quattordicesima posizione, è costretto a partire dalla pit lane in quanto i componenti installati vengono sostituiti senza l'approvazione del delegato tecnico della Federazione sotto il regime di parco chiuso. Il thailandese Alexander Albon della Williams, qualificatosi in settima posizione, non prende parte alla gara in quanto la sua vettura non viene riparata in tempo per via dell'incidente in qualifica.
La gara si svolge con pioggia e pista bagnata: i piloti partono con gomme da bagnato intermedio. Durante il giro di formazione Lance Stroll esce di pista. La necessità di liberare la via di fuga dalla sua vettura costringe a far abortire la procedura di partenza. Una volta che le monoposto giungono sulla griglia di partenza, dopo qualche secondo, i primi piloti della fila ripartono, seguiti anche dagli altri, non seguendo le procedure previste dal regolamento. Al termine di questo ulteriore giro non previsto, le vetture si rischierano sulla griglia, e l'intera procedura viene ripresa dall'inizio; i meccanici rientrano in pista e rimontano le termocoperte sulle gomme delle vetture, seguendo la corretta procedura prevista in caso di partenza abortita; dopo dieci minuti, si riparte per un nuovo giro di formazione. A causa di questi due giri di formazione, di cui uno effettuato irregolarmente, la lunghezza di gara viene ridotta da 71 a 69 giri.
Al via George Russell prende la prima posizione, passando Norris. Seguono Tsunoda, Ocon, Leclerc e Lawson. Anche Verstappen è autore di un'ottima partenza: al termine del primo giro il campione del mondo è undicesimo. Dopo sette giri Russell non riesce a staccare Norris, mentre Max Verstappen prosegue la sua rimonta, salendo in ottava posizione. Dopo i sorpassi su Piastri e Lawson, tra il decimo e undicesimo giro, l'olandese è alle spalle di Leclerc. Al dodicesimo giro Hamilton esce di pista, dopo un testacoda, ma può proseguire. In seguito il pilota della Mercedes commetterà altri errori, scendendo in quindicesima posizione. Norris non si avvicina a Russell, mentre Verstappen non ha lo spunto per attaccare Charles Leclerc. Dopo un attacco dell'olandese, al ventunesimo giro, il monegasco va ai box quattro giri dopo, per montare ancora intermedie. Nello stesso giro Liam Lawson commette un errore di guida, toccato da Piastri, ed esce fuori dalla zona dei punti. Due giri dopo va in testacoda anche Nico Hülkenberg, fermandosi fuori dalla pista. Viene chiamata in pista la vettura di sicurezza: vista la necessità di intervento dei commissari per spostare la Haas, il pilota tedesco è squalificato.
Al ventinovesimo giro vanno ai box Russell e Norris. Si fermano anche Tsunoda, Lawson e Pérez, che però montano gomme full wet. Ciò porta al comando Esteban Ocon, davanti a Verstappen, Gasly, Russell e Norris. Il pilota della McLaren passa quello della Mercedes. Le condizioni sono molto critiche, tanto che la direzione di gara decide per inviare in pista la safety car. Poco dopo Franco Colapinto esce di pista, distruggendo la sua Williams. La direzione di gara interrompe il Gran Premio con bandiera rossa. Questo consente ai primi tre, che non hanno ancora effettuato il cambio gomme, di poterlo fare a gara ferma. Alla ripartenza Lando Norris viene subito passato da Russell, mentre Ocon sembra poter allungare su Verstappen. Più dietro Oliver Bearman va in testacoda, colpisce le barriere, ma può proseguire la sua gara. Poco dopo anche Carlos Sainz Jr. non è in grado di controllare la sua vettura: l'impatto con le barriere è più forte, e lo costringe all'abbandono. Rientra in pista la safety car.
La gara riprende, nella sua valenza agonistica, al quarantatreesimo giro, e Verstappen sorprende subito Ocon, portandosi al comando. Dietro Norris si fa superare da Leclerc, finendo anche largo alla prima curva, e venendo passato da Russell e Piastri. Il ferrarista con la stessa manovra prende la posizione anche Russell. Poco dopo il britannico riprende la quarta piazza. Al quarantaseiesimo giro le due McLaren si scambiano la posizione, con Norris ora davanti a Piastri. Al cinquantaduesimo giro Oscar Piastri, già penalizzato per il contatto con Lawson, commette un errore all'ultima curva, e viene avvicinato da Tsunoda, che non riesce a passare. Nell'ultima fase di gara le posizioni di testa non subiscono variazioni. Il solo Russell si avvicina a Gasly, ma il francese mantiene la terza piazza del podio.
Max Verstappen vince il sessantaduesimo Gran Premio in carriera, l'ottavo successo in stagione, il primo dopo quello ottenuto nel Gran Premio di Spagna. Per il pilota olandese della Red Bull Racing è il secondo successo nel Gran Premio di San Paolo, nonché consecutivo, e la terza vittoria complessiva all'Autódromo José Carlos Pace. Per la scuderia di Milton Keynes è la centoventunesima vittoria della propria storia, l'ottava del campionato e la prima dopo quella in Spagna proprio con Verstappen, la seconda consecutiva in questo appuntamento, e la settima sulla pista brasiliana. Ocon, secondo, e Gasly, terzo, alla centocinquantesima partenza in un Gran Premio, ottengono rispettivamente il quarto e quinto podio in carriera. Ocon ottiene il primo podio dal Gran Premio di Monaco 2023 e Gasly dal Gran Premio d'Olanda della stessa stagione. Ocon sale sullo stesso gradino del podio in più di un'occasione per la prima volta dopo che in precedenza era arrivato primo, secondo e terzo una volta ciascuno. Prima di questa gara aveva ottenuto solo cinque punti in stagione, il suo totale più basso dopo venti gare in carriera durante un campionato. Per Gasly è il secondo podio sulla pista brasiliana dopo quello dell'edizione 2019 del Gran Premio del Brasile. Egli non era mai salito due volte sul podio sullo stesso tracciato.
Russell termina in quarta posizione dopo aver condotto la gara prima della bandiera rossa. Il britannico ha concluso nei primi sei anche nella Sprint. Russell termina a punti per la diciottesima volta in stagione, ottenendo il podio solamente per la terza volta. Leclerc è classificato quinto. Il monegasco della Ferrari non ha mai concluso a podio all'Autódromo José Carlos Pace. Nessuna delle due vetture della scuderia di Maranello termina a podio dopo che nelle due precedenti gare entrambe le monoposto si sono classificate nei primi tre. Per Norris, vincitore della Sprint, la sesta posizione è il peggior risultato partendo dalla pole position in stagione. Tsunoda conclude in settima posizione dopo aver corso nelle prime tre posizioni per la prima volta l'anno. Il giapponese eguaglia il miglior risultato del campionato. Piastri è ottavo per la seconda gara consecutiva, mentre Lawson è nono, dopo aver concluso in questa posizione per due volte su tre partenze in stagione. La RB ottiene punti con entrambi i piloti per la prima volta in stagione. La decima posizione di Hamilton è il peggior risultato sulla pista brasiliana da quando è in Mercedes dal 2013. Pérez, undicesimo, ha ottenuto solo un punto negli ultimi due weekend di gara. Bearman non ottiene punti per la prima volta in carriera, mentre Colapinto non termina una gara per la prima volta. Hülkenberg viene squalificato per la seconda volta in carriera ed è il primo pilota ricevere la bandiera nera in gara dal Gran Premio del Canada 2007 quando Giancarlo Fisichella e Felipe Massa uscirono dai box con il semaforo rosso. La mancata partenza di Albon porta il thailandese a non completare un giro negli ultimi due Gran Premi. Stroll, anch'egli non partito per un'uscita di pista nel giro di formazione, rimane a pari merito con Jacques Villeneuve per il maggior numero di partenze di un pilota canadese nella storia del mondiale (163).
Verstappen pone fine a una sequenza di dieci Gran Premi da leader del mondiale senza vittorie, la più lunga della storia insieme a Jenson Button che nel 2009 non vinse una gara tra i Gran Premi di Gran Bretagna e Abu Dhabi, e di una striscia di undici gare senza trionfi del 2020 tra i Gran Premi di Spagna e Sakhir. La serie di dieci gare senza vittorie è pari a tutte le corse che non ha vinto nel 2022 e nel 2023 messe insieme. Verstappen ha vinto con poco più di diciannove secondi di vantaggio, non essendo mai arrivato a meno degli stessi secondi dal vincitore della gara da prima della pausa estiva. Egli batte il record di Michael Schumacher per il maggior numero di giorni consecutivi in testa alla classifica piloti (916), e diventa il pilota col maggior numero di podi in campionato (13), e di successi nel Gran Premio di San Paolo. È il primo pilota a vincere dalla diciassettesima posizione da Kimi Räikkönen nel Gran Premio del Giappone 2005. L'olandese eguaglia le vittorie sulla pista brasiliana di Sebastian Vettel e Hamilton, e segna un nuovo record quale pilota vincitore dopo essere partito da dieci posizioni diverse in griglia di partenza. Il leader del mondiale ottiene anche il punto addizionale del giro più veloce dopo averne fatti segnare diciassette durante la gara. La Red Bull Racing eguaglia il numero di successi della Mercedes in questo appuntamento e ottiene punti per la sessantaquattresima gara consecutiva, eguagliando la seconda serie più lunga di sempre stabilita dalla McLaren dal 2010 al 2013. Il team austriaco non vinceva da dieci gare, il digiuno più lungo dal 2020. L'Alpine balza dal nono al sesto posto in classifica costruttori, dopo non essere mai salita oltre il settimo in tutta la stagione, e diventa il quinto costruttore diverso della stagione a podio, presentando per la prima volta due vetture tra i primi tre. Prima di questa gara il costruttore francese non aveva completato un giro tra i primi cinque durante una corsa in stagione. È il primo doppio podio per un construttore con sede a Enstone dall'ex scuderia Lotus nel Gran Premio di Corea 2013 con Kimi Räikkönen e Romain Grosjean. Due vetture motorizzate Renault salgono a podio per la prima volta dal Gran Premio d'Ungheria 2015 con Daniil Kvjat e Daniel Ricciardo. Il podio presenta due piloti francesi per la prima volta dal Gran Premio di Spagna 1997 con Olivier Panis e Jean Alesi.
Il premio del pilota del giorno viene assegnato per la cinquantanovesima volta al vincitore del Gran Premio, nella terza gara di fila del campionato, e per la prima volta in stagione a Verstappen, per l'ottavo pilota del giorno diverso dell'anno. Egli è premiato pilota del giorno per la quarantesima volta. È stato il secondo più lento Gran Premio disputato all'Autódromo José Carlos Pace sul tempo della distanza di gara con la configurazione della pista in uso dal 1999, corso alla media di 140,541 km/h, e il terzo Gran Premio del campionato oggetto della bandiera rossa, oltre che per la seconda edizione consecutiva, svoltosi interamente su pista bagnata, oltre a essere la seconda gara di durata maggiore della stagione dopo il Gran Premio di Monaco. La safety car ha fatto la sua comparsa per la terza gara consecutiva dell'anno. È stata la prima corsa della stagione non completata secondo la distanza prevista a causa dell'annullamento della procedura di partenza, e la prima dopo il Gran Premio d'Italia 2023. Essa, con tutti i piloti classificati a pieni giri e condotta da tre piloti, viene vinta per la prima volta da un concorrente partito in diciassettesima posizione sulla pista brasiliana. È stata la terza gara della storia del mondiale a essere vinta da questa posizione e solo la sesta da questa piazzola o più in basso. Verstappen, Ocon e Gasly condividono il podio per la prima volta, il settecentotrenasettesimo differente nella storia del mondiale. Verstappen aumenta il distacco in classifica piloti su Norris a 62 punti con tre Gran Premi e una Sprint da disputare. L'olandese può laurearsi per la quarta volta consecutiva campione del mondo in caso di trionfo nel successivo Gran Premio di Las Vegas o arrivando davanti a Norris, a prescindere dalla posizione finale.
Sono stati cancellati 21 tempi dai commissari sportivi ai piloti per non aver rispettato i limiti della pista, durante la gara. Si sono visti cancellare il tempo quattro volte Franco Colapinto (tre volte alla curva 2 e una volta alla curva 4), tre volte Fernando Alonso (due volte alla curva 2 e una volta alla curva 12), due volte Lewis Hamilton (una volta alla curva 12 e una volta alla curva 2), Liam Lawson (una volta alla curva 2 e una volta alla curva 5), Lando Norris (una volta alla curva 4 e una volta alla curva 2), Charles Leclerc (una volta alla curva 8 e una volta alla curva 4) e Oliver Bearman (una volta alla curva 7 e una volta alla curva 12), una volta Zhou Guanyu e Carlos Sainz Jr. (alla curva 4), George Russell (alla curva 2) e Oscar Piastri (alla curva 12).

### Risultati
I risultati del Gran Premio sono i seguenti:
| Pos | Nº | Pilota           | Costruttore                  | Giri | Tempo/Ritiro           | Griglia | Punti |
| --- | -- | ---------------- | ---------------------------- | ---- | ---------------------- | ------- | ----- |
| 1   | 1  | Max Verstappen   | Red Bull Racing-Honda RBPT   | 69   | 2h06'54"430            | 17      | 26    |
| 2   | 31 | Esteban Ocon     | Alpine-Renault               | 69   | +19"477                | 4       | 18    |
| 3   | 10 | Pierre Gasly     | Alpine-Renault               | 69   | +22"532                | 13      | 15    |
| 4   | 63 | George Russell   | Mercedes                     | 69   | +23"265                | 2       | 12    |
| 5   | 16 | Charles Leclerc  | Ferrari                      | 69   | +30"177                | 6       | 10    |
| 6   | 4  | Lando Norris     | McLaren-Mercedes             | 69   | +31"372                | 1       | 8     |
| 7   | 22 | Yuki Tsunoda     | RB-Honda RBPT                | 69   | +42"056                | 3       | 6     |
| 8   | 81 | Oscar Piastri    | McLaren-Mercedes             | 69   | +44"943                | 8       | 4     |
| 9   | 30 | Liam Lawson      | RB-Honda RBPT                | 69   | +50"452                | 5       | 2     |
| 10  | 44 | Lewis Hamilton   | Mercedes                     | 69   | +50"753                | 14      | 1     |
| 11  | 11 | Sergio Pérez     | Red Bull Racing-Honda RBPT   | 69   | +51"531                | 12      |       |
| 12  | 50 | Oliver Bearman   | Haas-Ferrari                 | 69   | +57"085                | 15      |       |
| 13  | 77 | Valtteri Bottas  | Kick Sauber-Ferrari          | 69   | +1'03"588              | 11      |       |
| 14  | 14 | Fernando Alonso  | Aston Martin Aramco-Mercedes | 69   | +1'18"049              | 9       |       |
| 15  | 24 | Zhou Guanyu      | Kick Sauber-Ferrari          | 69   | +1'19"649              | 19      |       |
| Rit | 55 | Carlos Sainz Jr. | Ferrari                      | 38   | Incidente              | PL      |       |
| Rit | 43 | Franco Colapinto | Williams-Mercedes            | 30   | Incidente              | 16      |       |
| NP  | 23 | Alexander Albon  | Williams-Mercedes            | 0    | Incidente in qualifica | –       |       |
| NP  | 18 | Lance Stroll     | Aston Martin Aramco-Mercedes | 0    | Uscita di pista        | –       |       |
| SQ  | 27 | Nico Hülkenberg  | Haas-Ferrari                 | 30   | Assistenza             | 18      |       |

Max Verstappen riceve un punto addizionale per aver segnato il giro più veloce della gara.

## Classifiche mondiali

### Piloti
| Pos | Pilota           | Punti |
| --- | ---------------- | ----- |
| 1   | Max Verstappen   | 393   |
| 2   | Lando Norris     | 331   |
| 3   | Charles Leclerc  | 307   |
| 4   | Oscar Piastri    | 262   |
| 5   | Carlos Sainz Jr. | 244   |
| 6   | George Russell   | 192   |
| 7   | Lewis Hamilton   | 190   |
| 8   | Sergio Pérez     | 151   |
| 9   | Fernando Alonso  | 62    |
| 10  | Nico Hülkenberg  | 31    |
| 11  | Yuki Tsunoda     | 28    |
| 12  | Pierre Gasly     | 26    |
| 13  | Lance Stroll     | 24    |
| 14  | Esteban Ocon     | 23    |
| 15  | Kevin Magnussen  | 14    |
| 16  | Alexander Albon  | 12    |
| 17  | Daniel Ricciardo | 12    |
| 18  | Oliver Bearman   | 7     |
| 19  | Franco Colapinto | 5     |
| 20  | Liam Lawson      | 4     |

### Costruttori
| Pos | Costruttore                  | Punti |
| --- | ---------------------------- | ----- |
| 1   | McLaren-Mercedes             | 593   |
| 2   | Ferrari                      | 557   |
| 3   | Red Bull Racing-Honda RBPT   | 544   |
| 4   | Mercedes                     | 382   |
| 5   | Aston Martin Aramco-Mercedes | 86    |
| 6   | Alpine-Renault               | 49    |
| 7   | Haas-Ferrari                 | 46    |
| 8   | RB-Honda RBPT                | 44    |
| 9   | Williams-Mercedes            | 17    |

## Decisioni della FIA
La RB è stata sanzionata in due occasioni di 100 euro da parte della Federazione in quanto il pilota giapponese Yuki Tsunoda ha superato la velocità massima dentro la corsia dei box durante i giri di ricognizione prima di schierarsi sulla griglia di partenza.
Prima della gara in griglia di partenza e durante l'annullamento della procedura di partenza, sulle vetture dei due britannici della Mercedes, George Russell e Lewis Hamilton, viene regolata la pressione degli pneumatici con quest'ultimi già montati sulle vetture. Al termine della gara, Hamilton e Russell vengono convocati dai commissari sportivi. La Mercedes viene sanzionata con 5 000 euro a testa per entrambe le vetture.
Il pilota britannico della Haas, Oliver Bearman, viene penalizzato di dieci secondi sul tempo di gara e di due punti sulla superlicenza per aver causato una collisione con l'argentino Franco Colapinto della Williams, alla curva 10. La penalità è stata scontata in gara durante una sosta ai box. L'australiano Oscar Piastri della McLaren viene penalizzato di dieci secondi sul tempo di gara e di due punti sulla superlicenza per aver causato una collisione con il neozelandese Liam Lawson della RB, alla curva 1. Piastri, settimo all'arrivo, scala di una posizione. L'altro pilota della Haas, il tedesco Nico Hülkenberg viene convocato al termine della gara per aver ricevuto assistenza dai commissari di percorso per rientrare in pista dopo un testacoda, alla curva 1. Hülkenberg viene squalificato dalla classifica finale del Gran Premio.
Il pilota spagnolo della Ferrari, Carlos Sainz Jr. viene convocato dai commissari sportivi al termine della gara per aver spostato la vettura a seguito dell'incidente con i commissari di percorso che tentavano il recupero della monoposto. Sainz Jr. riceve una reprimenda legata alla guida. Il britannico Lando Norris della McLaren, i due piloti della RB, Tsunoda e Lawson, e Russell della Mercedes, vengono convocati al termine della corsa per un'infrazione durante l'annullamento della procedura di partenza. Norris e Russell ricevono una reprimenda legata alla guida e vengono sanzionati con 5 000 euro a testa, mentre Tsunoda e Lawson non ricevono sanzioni.